# Pedralba de la Pradería
Pedralba de la Pradería, és un municipi de la Raia fronterera d'Espanya i Portugal a la comarca de la Sanàbria, (província de Zamora, a Castella i Lleó). Està situat a 6 km de Puebla de Sanabria per la carretera C-622 en la latitud 042°,01,35 nord i longitud 006°,41,35 oest, a 1024 metres sobre el nivell del mar.
A banda del nucli de Pedralba, pertanyen a l'ajuntament les següents pedanies: Calabor, Lobeznos, Santa Cruz de Abranes i Rihonor de Castilla. A la pedania de Calabor s'hi parla gallec i les altres són de parla lleonesa.
El balneari de Calabor d'aigües termals que brollen a una temperatura de 27º, va ser declarat d'utilitat pública en 1950. Té mines d'estany i s'hi celebra a la primavera la fira Internacional de la Frontera. Prop del poble hi ha el castro cèltic del Castell. Santa Cruz de Abranes, va pertànyer fins al segle xvii a Portugal i enmig del poblet de Lobeznos està l'església del Cristu de la Piedá i el cementeri.
Rihonor de Castilla és un poblet dividit en dos parts, una espanyola i altra de portuguesa (Rio de Onor). El carrer que uneix els dos barris, se separava per una cadena que assenyalava el límit fronterer. És un cas únic en tota la frontera hispanoportuguesa.